# Parapeúna
Parapeúna é um distrito do município de Valença, no estado do Rio de Janeiro. Localiza-se a 28 quilômetros da sede municipal e 189 quilômetros do Rio de Janeiro. Limita-se com o município de Rio Preto, em Minas Gerais e com os distritos de Conservatória e Pentagna. A área é de 147 km² e a população é de 19.914 habitantes, segundo o estimativa do 2019 do IBGE.
Em tupi-guarani, Parapeúna significa 'rio preto' e tem esse nome por estar às margens do  Rio Preto que o separa do município de mesmo nome.
A atividade econômica predominante em Parapeúna é a pecuária, tanto leiteira, como de corte, além da agroindustria.
Por conta da proximidade com o município de Rio Preto, o distrito se identifica, cultural e linguisticamente,  com a cultura de Minas Gerais, tornando a localidade bem diferenciada em relação as outras localidades do município.
O distrito também possui edificações históricas como a Igreja Santa Terezinha do Menino Jesus, de 1935 e de estilo neogótico, além da Antiga Estação Ferroviária, de 1880 e pertencente ao extinto Ramal de Jacutinga da Estrada de Ferro Central do Brasil.